# Olympische Sommerspiele 1980/Leichtathletik – 100 m Hürden (Frauen)

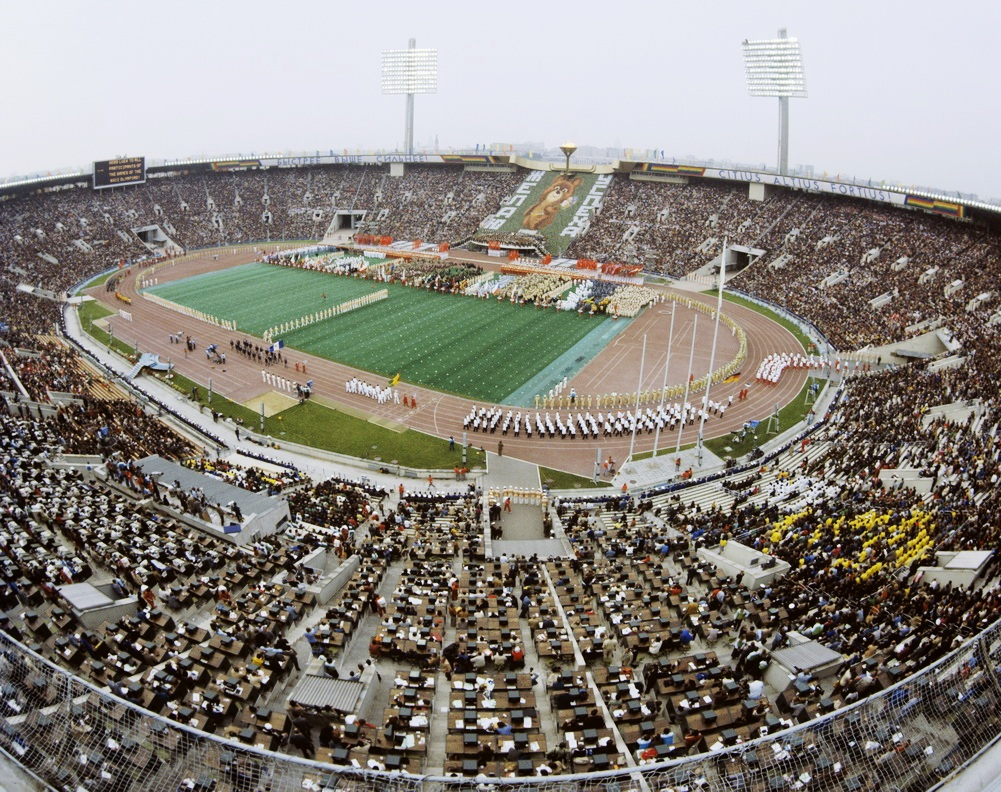
Das Luschniki-Stadion während der Eröffnungsfeier dieser Spiele

Der 100-Meter-Hürdenlauf der Frauen bei den Olympischen Spielen 1980 in Moskau wurde am 27. und 28. Juli 1980 im Olympiastadion Luschniki ausgetragen. 22 Athletinnen nahmen teil.
Olympiasiegerin wurde Wera Komissowa aus der Sowjetunion. Sie gewann vor Johanna Klier, frühere Johanna Schaller, aus der DDR und der Polin Lucyna Langer.
Neben dem Medaillengewinnerin gingen für die DDR zudem Kerstin Claus und Bettine Gärtz an den Start. Beide erreichten das Finale. Claus wurde Vierte, Gärtz Siebte.

Läuferinnen aus der Schweiz, Österreich und Liechtenstein nahmen nicht teil. Athleten aus der Bundesrepublik Deutschland waren wegen des Olympiaboykotts ebenfalls nicht dabei.

## Rekorde

### Bestehende Rekorde
| Weltrekord         | 12,36 s | Grażyna Rabsztyn ( Polen) | Warschau, Polen                                       | 13. Juni 1980     |
| Olympischer Rekord | 12,59 s | Annelie Ehrhardt ( DDR)   | Finale OS München, BR Deutschland (heute Deutschland) | 8. September 1972 |

### Rekordverbesserung
Die sowjetische Olympiasiegerin Wera Komissowa verbesserte den bestehenden olympischen Rekord im Finale 28. Juli um drei Hundertstelsekunden auf 12,56 s. Den Weltrekord verfehlte sie damit um siebzehn Hundertstelsekunden.

## Durchführung des Wettbewerbs
Die Athletinnen traten am 27. Juli zu drei Vorläufen an. Die jeweils vier Laufbesten – hellblau unterlegt – sowie die nachfolgend vier Zeitschnellsten – hellgrün unterlegt – erreichten das Halbfinale am 28. Juli. Hier qualifizierten sich die vier Laufbesten – wiederum hellblau unterlegt – für das Finale, das am selben Tag stattfand.

## Zeitplan
27. Juli, 17:25 Uhr: Vorläufe

28. Juli, 17:00 Uhr: Halbfinale

28. Juli, 19:15 Uhr: Finale
Anmerkung:
Alle Zeiten sind in Ortszeit Moskau (UTC+3) angegeben.

## Vorrunde
Datum: 27. Juli 1980, ab 17:25 Uhr

### Vorlauf 1
Wind: +1,22 m/s

| Platz | Name             | Nation                  | Zeit    |
| ----- | ---------------- | ----------------------- | ------- |
| 1     | Wera Komissowa   | Sowjetunion             | 12,67 s |
| 2     | Lucyna Langer    | Polen                   | 12,75 s |
| 3     | Kerstin Claus    | DDR                     | 12,77 s |
| 4     | Laurence Le Beau | Frankreich              | 13,18 s |
| 5     | Xénia Siska      | Ungarn                  | 13,23 s |
| 6     | Jordanka Donkowa | Bulgarien               | 13,24 s |
| 7     | Marisa Peralta   | Dominikanische Republik | 14,18 s |

### Vorlauf 2
Wind: +0,67 m/s
| Platz            | Name                  | Nation         | Zeit    |
| ---------------- | --------------------- | -------------- | ------- |
| 1                | Irina Litowtschenko   | Sowjetunion    | 12,97 s |
| 2                | Bettine Gärtz         | DDR            | 13,06 s |
| 3                | Zofia Bielczyk        | Polen          | 13,21 s |
| 4                | Shirley Strong        | Großbritannien | 13,39 s |
| 5                | Daniela Walkowa       | Bulgarien      | 13,66 s |
| 6                | Penny Gillies         | Australien     | 13,68 s |
| DNS              | Yvonne von Kauffungen | Schweiz        |         |
| Nancy Vallecilla | Ecuador               |                |         |

### Vorlauf 3
Wind: +0,72 m/s
| Platz | Name               | Nation         | Zeit    |
| ----- | ------------------ | -------------- | ------- |
| 1     | Grażyna Rabsztyn   | Polen          | 12,72 s |
| 2     | Johanna Klier      | DDR            | 13,03 s |
| 3     | Tatjana Anissimowa | Sowjetunion    | 13,31 s |
| 4     | Helena Pihl        | Schweden       | 13,46 s |
| 5     | Laurence Elloy     | Frankreich     | 13,60 s |
| 6     | Lorna Boothe       | Großbritannien | 13,86 s |
| 7     | Estella Meheux     | Sierra Leone   | 15,61 s |

## Halbfinale
Datum: 28. Juli 1980, ab 17.00 Uhr

### Lauf 1

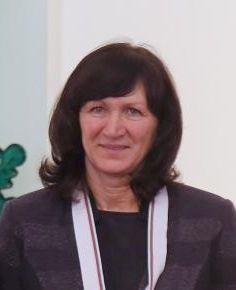
Jordanka Donkowa (Foto: 2013) – ausgeschieden als Sechste des ersten Halbfinals

Wind: −0,02 m/s
| Platz | Name             | Nation      | Zeit    |
| ----- | ---------------- | ----------- | ------- |
| 1     | Wera Komissowa   | Sowjetunion | 12,78 s |
| 2     | Lucyna Langer    | Polen       | 12,91 s |
| 3     | Bettine Gärtz    | DDR         | 13,04 s |
| 4     | Zofia Bielczyk   | Polen       | 13,09 s |
| 5     | Laurence Elloy   | Frankreich  | 13,33 s |
| 6     | Jordanka Donkowa | Bulgarien   | 13,39 s |
| 7     | Laurence Le Beau | Frankreich  | 13,54 s |
| 8     | Helena Pihl      | Schweden    | 13,68 s |

### Lauf 2
Wind: +1,21 m/s
| Platz | Name                | Nation         | Zeit    |
| ----- | ------------------- | -------------- | ------- |
| 1     | Grażyna Rabsztyn    | Polen          | 12,64 s |
| 2     | Johanna Klier       | DDR            | 12,77 s |
| 3     | Irina Litowtschenko | Sowjetunion    | 12,84 s |
| 4     | Kerstin Claus       | DDR            | 12,99 s |
| 5     | Shirley Strong      | Großbritannien | 13,12 s |
| 6     | Daniela Walkowa     | Bulgarien      | 13,79 s |
| DNF   | Xénia Siska         | Ungarn         |         |
| DNS   | Tatjana Anissimowa  | Sowjetunion    |         |

## Finale

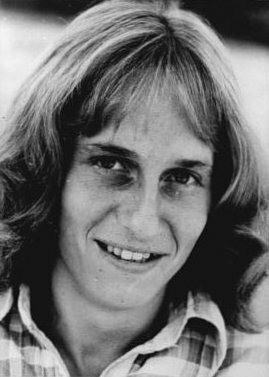
Silbermedaillengewinnerin Johanna Klier

Datum: 28. Juli 1980, 19:15 Uhr
Wind: +0,91 m/s
| Platz | Name                | Nation      | Zeit    | Anmerkung |
| ----- | ------------------- | ----------- | ------- | --------- |
| 1     | Wera Komissowa      | Sowjetunion | 12,56 s | OR        |
| 2     | Johanna Klier       | DDR         | 12,63 s |           |
| 3     | Lucyna Langer       | Polen       | 12,65 s |           |
| 4     | Kerstin Claus       | DDR         | 12,66 s |           |
| 5     | Grażyna Rabsztyn    | Polen       | 12,74 s |           |
| 6     | Irina Litowtschenko | Sowjetunion | 12,84 s |           |
| 7     | Bettine Gärtz       | DDR         | 12,93 s |           |
| 8     | Zofia Bielczyk      | Polen       | 13,08 s |           |

Da die Favoriten auf die Medaillen aus Polen, der Sowjetunion und der DDR kamen, hatte der Olympiaboykott keine allzu großen Auswirkungen auf den Wettkampf. Anwärterinnen für den Olympiasieg und vordere Platzierungen waren vor allem die polnische Weltrekordlerin Grażyna Rabsztyn, die Olympiasiegerin von 1976 Johanna Klier – damals unter ihrem Namen Johanna Schaller, 1978 auch Europameisterin, Vizeeuropameisterin Tatjana Anissimowa und Wera Komissowa, beide aus der UdSSR, Kerstin Claus, DDR, sowie die Polin Lucyna Langer.
Im Finale erwischte Rabsztyn einen schwachen Start und fand bis zum Ziel nicht richtig in dieses Rennen. Sie wurde schließlich Fünfte. Eine leichte Führung erarbeitete sich Klier, doch es wurde sehr eng. An der fünften Hürde zog Komissowa an ihr vorbei. Die sowjetische Läuferin hatte einen sehr guten Tag. Wera Komissowa erlief sich die Goldmedaille und verbesserte dabei auch Annelie Ehrhardts olympischen Rekord von 1972. Auf den Rängen zwei bis vier waren die Abstände äußerst knapp. Johanna Klier rettete mit zwei Hundertstelsekunden Vorsprung Silber, Lucyna Langer, die später unter dem Namen Lucyna Kałek noch sehr erfolgreich war, gewann die Bronzemedaille nur eine Hundertstelsekunde vor Kerstin Claus – spätere Kerstin Knabe.
Lucyna Langer gewann die erste polnische Medaille im 100-Meter-Hürdenlauf der Frauen.

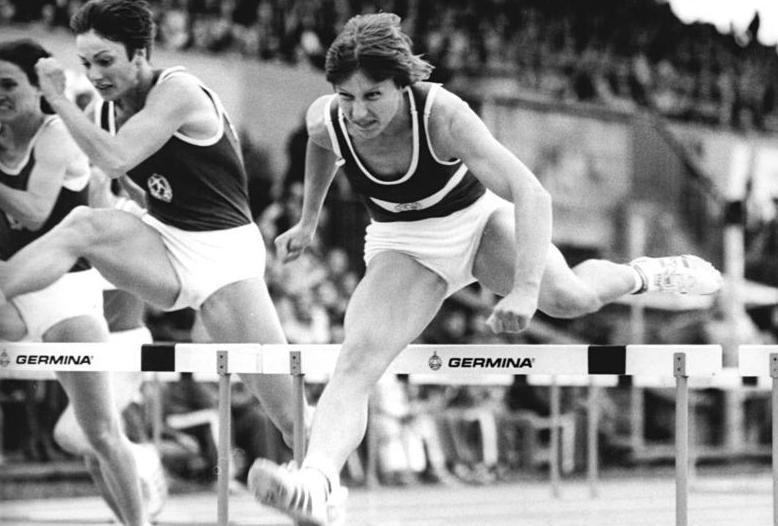
Kerstin Claus (Mitte) belegte hier Rang vier / Bettine Gärtz (rechts), spätere Bettine Jahn, kam hier in Moskau auf Platz sieben (Aufnahme von den DDR-Meisterschaften 1983)
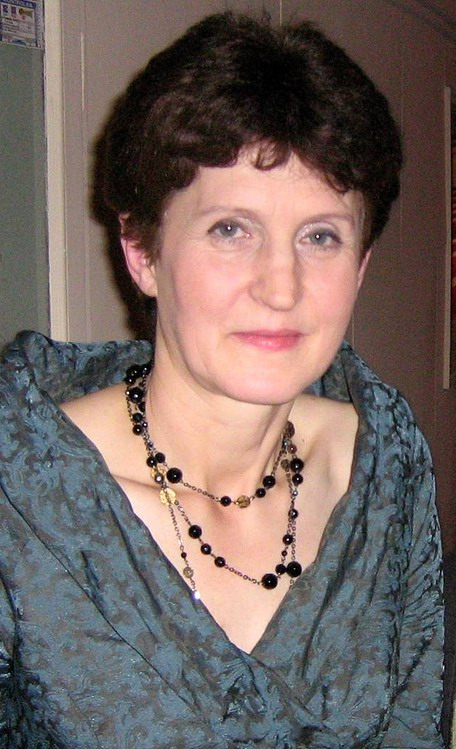
Rang fünf für Grażyna Rabsztyn (Foto: 2007)

## Videolinks
- 1980 Moscow Olympic Games Women's 100 Hurdles, youtube.com, abgerufen am 3. November 2021
- Moscow Olympic Games Women’s 100 Hurdles, veröffentlicht am 1. Mai 2015 auf youtube.com, abgerufen am 3. Januar 2018